# نظر (منطق)
النظر، كما حده التهانوي بالنقل عن الباقلاني، هو الفكر الذي يطلب به علم أو غلبة ظن. والمراد بالفكر انتقال النفس في المعاني بالقصد، فإن ما لا يكون انتقالا بالقصد كالحدس، وأكثر حديث النفس، لا يسمى فكرا، وذلك الانتقال الفكري قد يكون بطلب العلم أو الظن فيسمى نظرا، وقد لا يكون كذلك فلا يسمى به، فالفكر جنس له وما بعده فصل له. وإليه تنسب القضايا المعروفة بالنظريات.

## وصلات خارجية
- المؤتمر الدولي الخامس عشر للوحدة الإسلامية (النظر والنظرية)